# Демократическая партия (Индонезия)
Демократическая партия (индон. Partai Demokrat) — политическая партия в Индонезии.
Партия была создана 9 сентября 2001 года сторонниками Сусило Бамбанга Юдойоно, только что неудачно баллотировавшегося в вице-президенты Индонезии, с расчётом на ожидавшиеся в 2004 году выборы президента — по действующему в Индонезии законодательству, выдвигать кандидатов на президентские выборы имеют только партии или коалиции, получившие более 5% голосов либо располагавшие более чем 3% депутатских мандатов (к выборам 2009 года порог был увеличен до 25% голосов).
На парламентских выборах 2004 года партия получила почти 8,5 миллионов (7,45%) голосов и 55 мест в Совете народных представителей, что связывалось с ностальгией по относительно стабильному периоду правления Сухарто на фоне тяжёлого экономического положения в стране. На последних парламентских выборах (9 апреля 2009 года) партия получила наибольшую поддержку в особых провинциях Ачех (40,9% ) и Западное Папуа (31,6%), особом столичном округе Джакарта (34,7%), провинциях Северная Суматра (29,2%), Западная Суматра (26,6%) и Западная Ява (24,8%). Всего же партия собрала 21,7 миллиона (20,85%) голосов и получила 148 депутатских мандатов.
На первых прямых президентских выборах в 2004 году Сусило Бамбанг Юдойоно был избран президентом Индонезии, получив 39 838 184 (33,57%) голосов в первом туре и 69 266 350 (60,62%) во втором туре. При этом в вице-президенты вместе с Юдойоно избирался представитель Голкара Юсуф Калла. На выборах 2009 года Юдойоно, выдвинутый Демократической партией и четырьмя мусульманскими партиями (Партия национального мандата, Партия справедливости и процветания, Партия единства и развития и Партия национального пробуждения) был переизбран, получив 73 874 562 (60,8%) голосов в первом же туре. В кабинет министров, сформированный по итогам выборов, вошли также Дарвин Захеди Салех (индон. Darwin Zahedy Saleh) — министр энергетики и природных ресурсов, Фредди Нумбери (индон. Freddy Numberi) — министр транспорта, Джеро Вачик (индон. Jero Wacik) — министр культуры и туризма, Шариф Хасан (индон. Syarif Hasan) — министр по делам кооперации, мелкого и среднего бизнеса, Эверт Эрнест Мангиндаан (индон. Evert Ernest Mangindaan) — министр по делам административных и бюрократических реформ, Анди Маллараньенг (индон. Andi Mallarangeng) — министр по делам молодёжи и спорта.
На парламентских выборах 2014 года партия потерпела сокрушительное поражение, получив 61 место в парламенте.